# Casa Muley-Afid

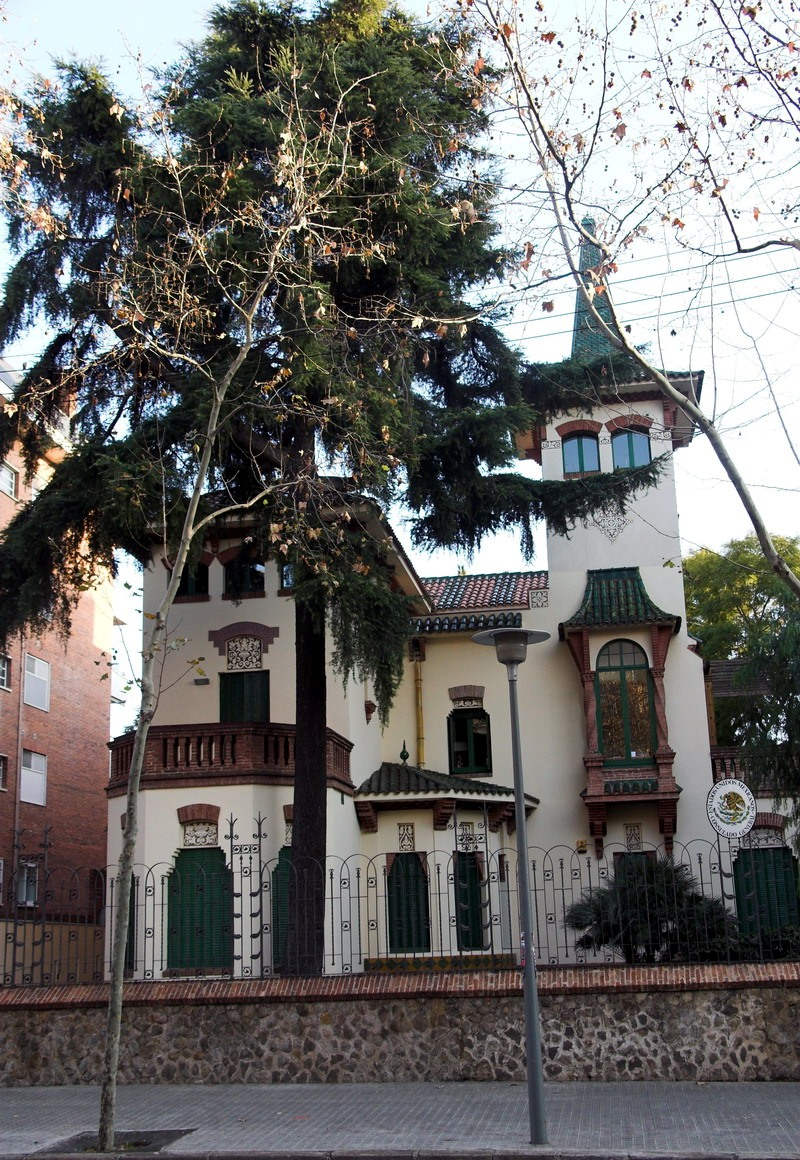
Casa Muley-Afid

Casa Muley-Afid (katalanisch für Haus Muley-Afid) ist eine Villa im Stil des Modernisme mit Gartenanlage in Barcelona. Die Anlage liegt am Passeig de la Bonanova Nr. 55 im Stadtbezirk Sarrià-Sant Gervasi. 

## Geschichte
Die Villa wurde 1911 im Auftrag des Sultans der Alawiden, Mulai Abd al-Hafiz, durch den Architekten Josep Puig i Cadafalch geplant und 1914 fertiggestellt. Das Haus wurde vom Sultan und seiner Familie bis 1937 bewohnt. 2002 wurde das Gebäude von den Architekten Pere Joan Ravetllat und Carme Ribas restauriert. Von der katalanischen Regionalregierung wurde es in die Liste der Kulturgüter von lokalem Interesse aufgenommen und steht somit unter Denkmalschutz. Es ist derzeit der Sitz des Generalkonsulats von Mexiko.